# Мацунага Хисахидэ
Мацунага Хисахидэ (яп. 松永久秀, 1508 — 19 ноября 1577) — даймё провинции Ямато с 1559 по 1577 год века, глава рода Мацунага. Вместе с Сайто Досан и Укитой Наоиэ,  является одним из трёх наиболее негативно оцениваемых персонажей периода Сэнгоку, так называемых «стервятников». 

## Биография
Родился в 1508 году в Киото. Точное происхождение его неизвестно: по одной версии отцом Хисахидэ был купец, по другой - мелкий аристократ.
С 1533 или 1534 года Мацунага служил у Миёси Токэя в ранге секретаря (сначала юхицу, затем сёки), также исполнял судейские обязанности. C 1542 судя по письменной документации уже числился одним из генералов Миёси. Воевал в регионе Ямасиро, где сражался против Кидзавы Нагамасы и Цуцуи Дзюнcё  и даже ухитрился стать комендантом крепости. Занимался интригами при дворе Токэя.
В 1549 году участвовал в войне Токэя против его брата Миёси Масанага.
В 1559 году получил поместье.
Отравил сына Токэя Миёси Ёсиоки, а также оклеветал брата Токэя Атаги Фуюясу, что привело к казни последнего. Скорее всего причастен к смертям своих собственных братьев, случившимся в промежутке с 1561 по 1564 год.
Участвовал в выборе сёгуна Ёсихидэ.
В 1568 году Мацунага Хисахидэ подчинился Оде Нобунаге, в 1572 году поднял против него мятеж.
Совершил сеппуку в замке Сигисан, когда тот был осаждён Нобунагой.

## Личность
В народной памяти Хисахидэ остался зловещим и коварным человеком, также жадным. Был высоким, обладал привлекательной внешностью. Покровительствовал исскуствам.